# Ilyarachna dubia
Ilyarachna dubia is een pissebeddensoort uit de familie van de Munnopsidae.